# An Nguyên
An Nguyên (giản thể: 安源区; phồn thể: 安源區; bính âm: Ānyuán Qū) là một khu (quận) thuộc thành phố Bình Hương, tỉnh Giang Tây, Trung Quốc.

## Hành chính
An Nguyên được chia ra làm 10 đơn vị hành chính cấp hương, gồm 6 nhai đạo và 4 trấn. Ngoài ra quận này còn quản lí 2 đơn vị tương đương cấp hương khác
- Nhai đạo: Đông Đại Nhai (东大街街道), Phượng Hoàng Nhai (凤凰街街道), Bát Nhất Nhai (八一街街道), Hậu Phụ Nhai (后埠街街道), Đan Giang Nhai (丹江街街道), Bạch Nguyên Nhai (白源街街道)
- Trấn: An Nguyên (安源镇), Cao Khanh (高坑镇), Ngũ Pha (五陂镇), Thanh Sơn (青山镇)

Đơn vị ngang cấp hương khác
- Khu khai khẩn Ngũ Pha (五陂下垦殖场)
- Khu quản lí Thành Giao (城郊管委会)